# Stroupeč
Stroupeč je malá vesnice, část obce Žiželice v okrese Louny. Nachází se asi 3,5 km na jihozápad od Žiželic. V roce 2011 zde trvale žilo 119 obyvatel.
Stroupeč je také název katastrálního území o rozloze 2,4 km².

## Název
Název vesnice je odvozen z osobního jména Strúpek ve významu Stroupkův dvůr. V písemných pramenech se objevuje ve tvarech: Strupch (1291), Struphs (1295), de Strupcye (1318), Strupcz (1348), ode vsi Straupcze (1386), Strupczy (1389), in Strupczek (1405), z Strupče (1477), na Stroupeč (1540), w Straupczi (1544), ve vsi Straupczij (1545), Straupecž (1579), na Velikém Strupči (1615) a Straupitz (1787 a 1846).

## Historie
První písemná zmínka o vesnici pochází z roku 1291, kdy král Václav II. potvrdil waldsasskému klášteru cisterciáků vlastnictví dvou lokalit „Strupch“: Wenceslaus rex (monio Waldsas) duas villas Strupch (emtas a civibus Sacensibus confirmat). Na počátku čtrnáctého století se Stroupeč dostala do šlechtických rukou, protože roku 1318 je tu uváděn vladyka Staš, který byl zakladatelem rodu Stroupečských ze Stroupče. Ve čtrnáctém století byla vesnice rozdělena na několik dílů. Součástí jednoho z nich byl hospodářský dvůr, u kterého vznikla tvrz poprvé připomínaná v roce 1474, kdy ji Pavel Hýhara z Loun prodal bratrům Pavlovi a Vaňkovi Čelechovcům z Kralovic. V roce 1538 Jan Čelechovec spojil tři díly do jediného celku, který se však brzy znovu rozpadl, protože roku 1545 část vesnice patřila městu Žatec a další k vintířovskému panství.
Roku 1553 vesnici koupili Štampachové ze Štampachu. Někdy v té době zdejší tvrz zanikla, protože v mladších pramenech se již neuvádí. Místo, kde stávala je neznáme, ale podle Augusta Sedláčka je možné, že stála v blízkém Stroupečku. V roce 1620 panství patřilo Janu Mikuláši Langovi z Langenhartu. Dalšími majiteli se roku 1627 stali Tengnagelové, Švábové z Chvatliny (1633), Horové z Ocelovic (1642), Údrčtí z Údrče a po nich Steinbachové.

## Obyvatelstvo
Při sčítání lidu v roce 1921 zde žilo 146 obyvatel (z toho 78 mužů), z nichž bylo třináct Čechoslováků a 133 Němců. Kromě jednoho evangelíka se hlásili k římskokatolické církvi. Podle sčítání lidu z roku 1930 měla vesnice 138 obyvatel: dvacet Čechoslováků a 118 Němců. S výjimkou tří evangelíků a jednoho člověka bez vyznání byli římskými katolíky.
|                                                           | 1869 | 1880 | 1890 | 1900 | 1910 | 1921 | 1930 | 1950 | 1961 | 1970 | 1980 | 1991 | 2001 | 2011 |
| --------------------------------------------------------- | ---- | ---- | ---- | ---- | ---- | ---- | ---- | ---- | ---- | ---- | ---- | ---- | ---- | ---- |
| Obyvatelé                                                 | 123  | 107  | 113  | 150  | 178  | 146  | 138  | 75   | 70   | 72   | 97   | 73   | 111  | 119  |
| Domy                                                      | 25   | 25   | 20   | 28   | 24   | 24   | 25   | 25   | 29   | 17   | 15   | 15   | 20   | 22   |
| Data z roku 1961 zahrnují i domy z místní části Přívlaky. |      |      |      |      |      |      |      |      |      |      |      |      |      |      |

## Pamětihodnosti
- Severozápadně od vesnice se nachází skupina památných stromů tvořená odhadem až 500 let starými duby. Jeden z nich, místními přezdívaný Vrakodávný veledub či Otec lesů, je druhý nejširší v České republice a přežil silný požár.[12]
- Pod duby stojí do roku 2010 chátrající budova (první zmínka z roku 1291[6]) zvaná Zámeček nebo také Stroupeček, kde v současnosti sídlí alternativní farma Ekozámeček Stroupeček[13] zaměřená mj. na permakulturu, buddhismus (mj. zde přednášel Vlastimil Marek a jeho učeň psal část své povídky o možné budoucí podobě Gaiy) či oživení regionu. Nebýt proaktivity obyvatel farmy, celý Zámeček by podlehl nařízené demolici (novější polovinu budov se ale nepovedlo uchránit).
- Východně od vesnice se nachází stráň, na které je hodně malých pramenů opakovaně se vsakujících do půdy. Nad prameny je vesnice Záhoří. Na severním a východním okraji obce se nachází přírodní památka Stroupeč, kde se mj. vyskytuje endemit váleček český.
- Venkovská usedlost č. p. 5[14]

## Galerie

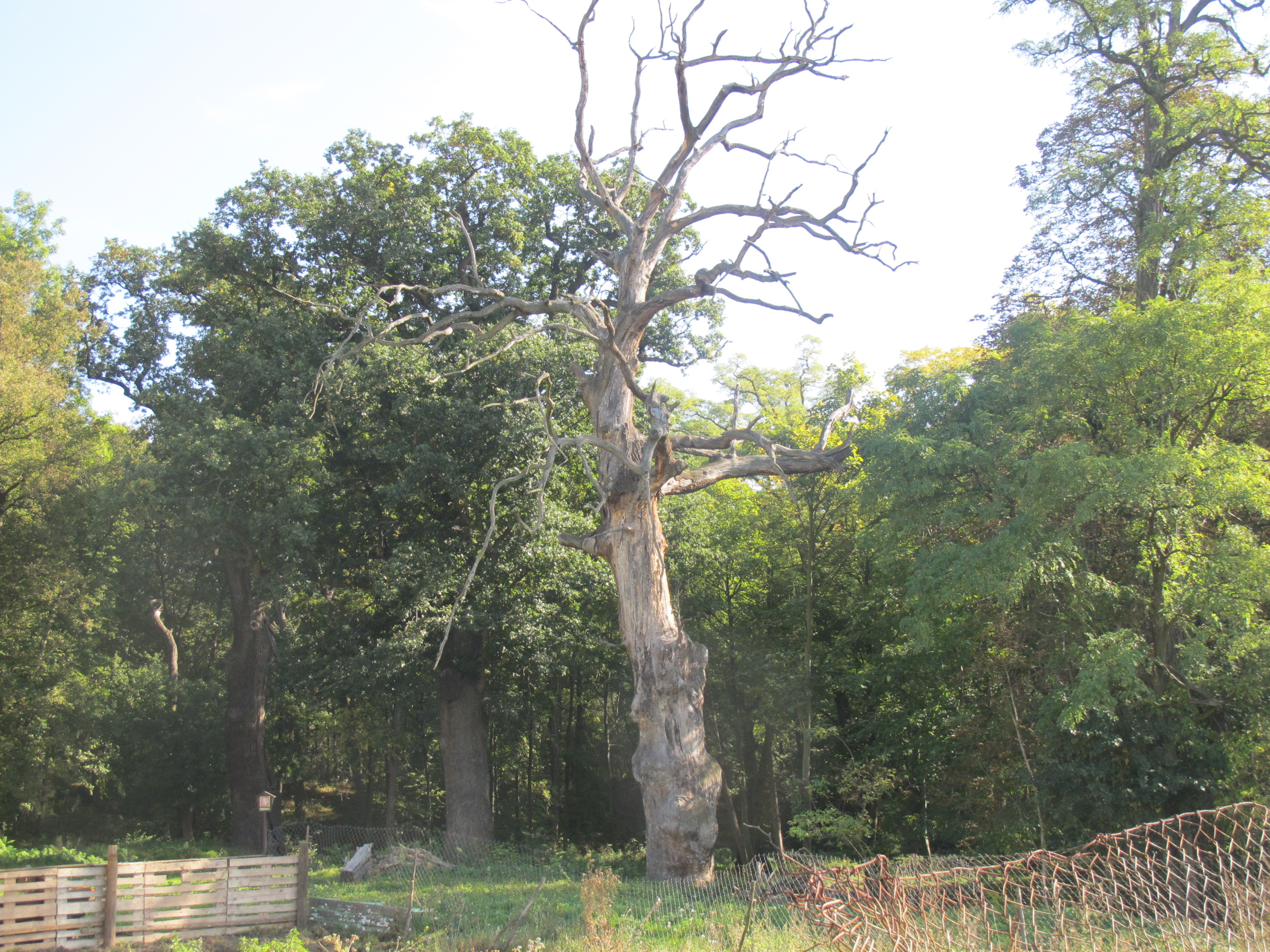
Jeden kdysi uhynulý dub z památných stromů (některé mladší viz pozadí) ve Stroupečku
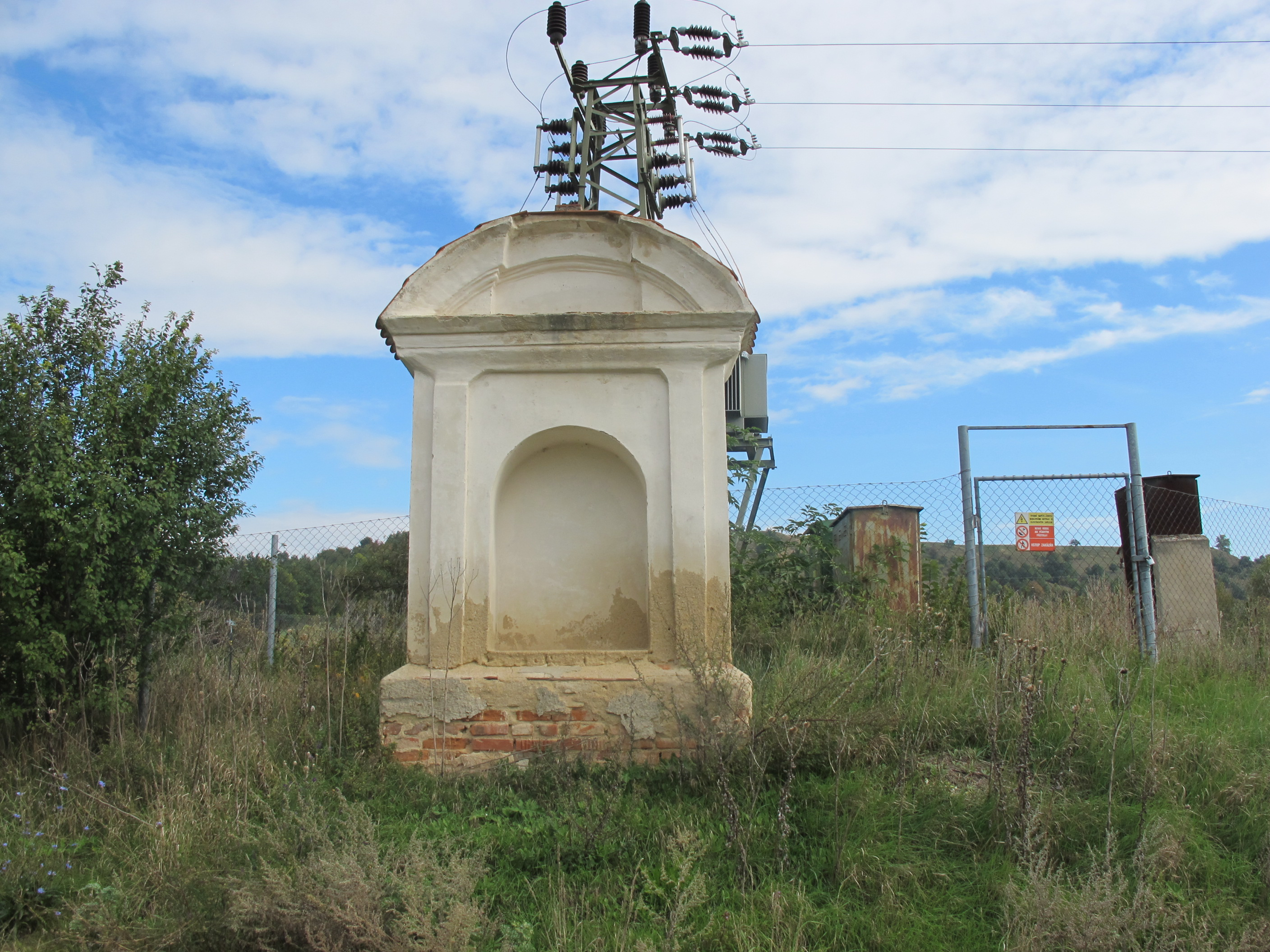
Kaplička
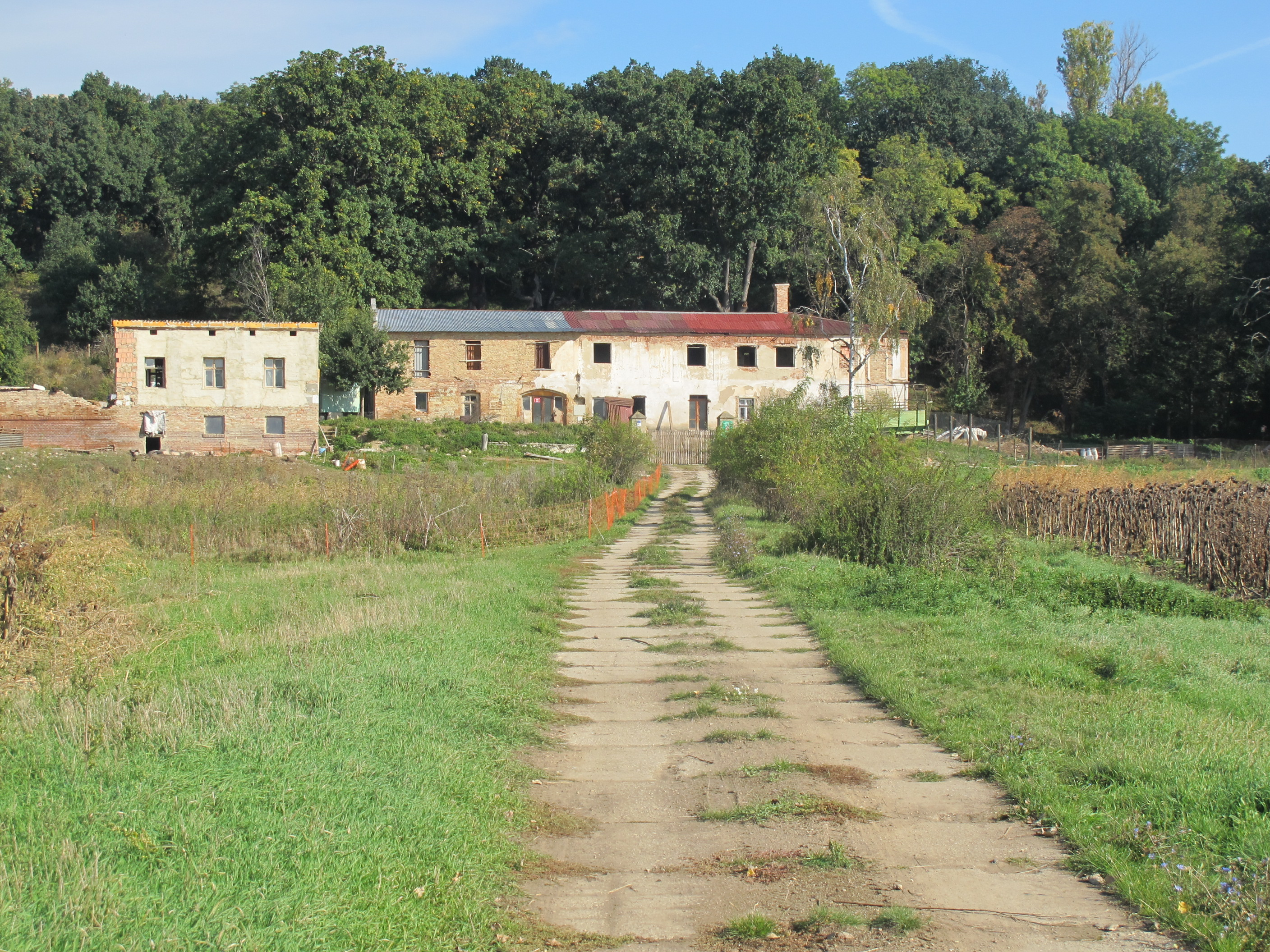
Zámeček Stroupeček, zachráněný před demolicí
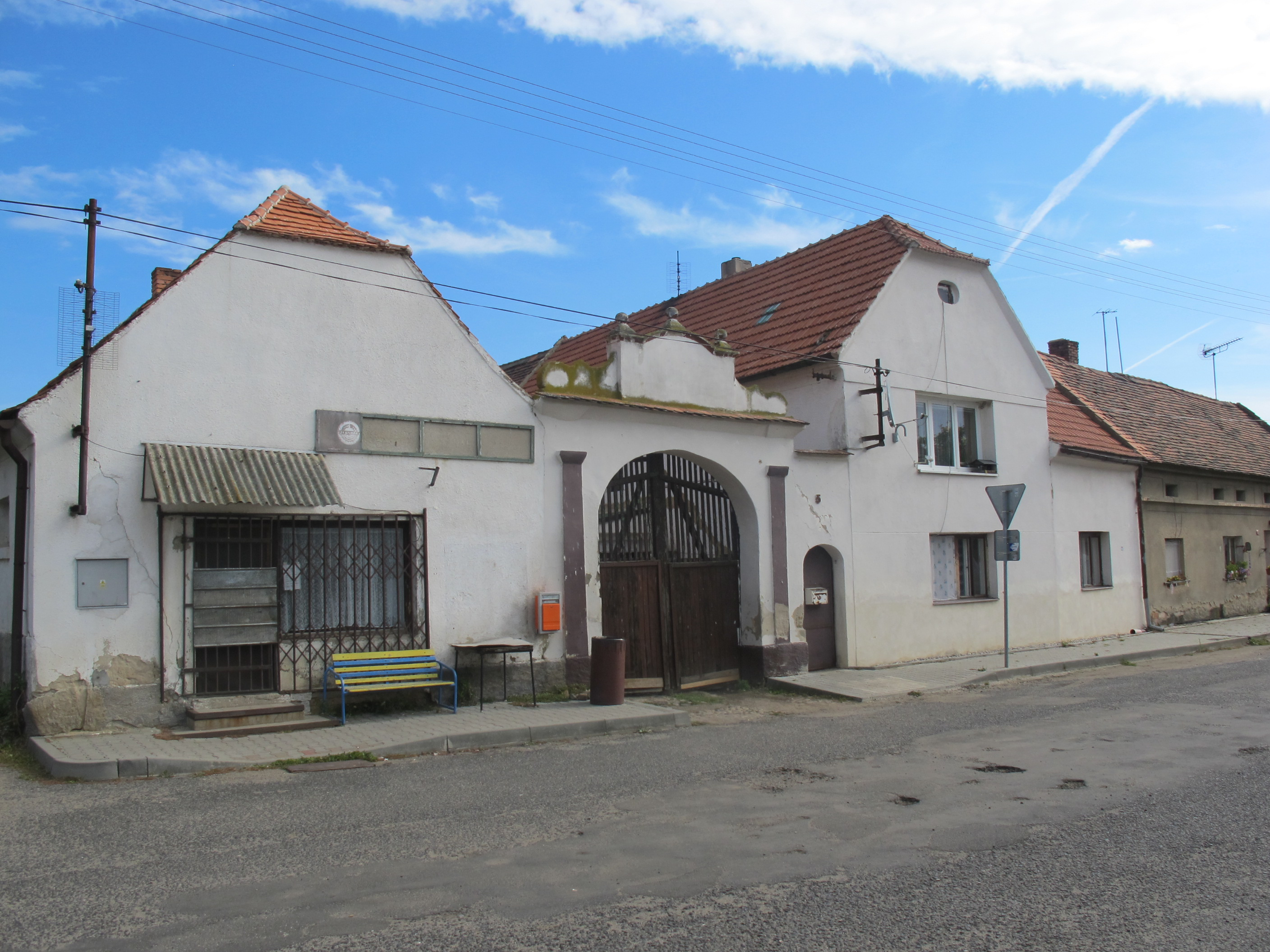
Statek čp. 5